# Jón Kristjánsson (Skilangläufer)
Jón Kristjánsson (* 17. Mai 1920 in Skútustaðir; † 16. Februar 1996 in Arnarvatn) war ein isländischer Skilangläufer.

## Biografie
Jón Kristjánsson nahm an den Olympischen Winterspielen 1952 und 1956 teil.
Sein Bruder Matthías Kristjánsson war ebenfalls Skilangläufer und nahm an den Olympischen Winterspielen 1952 teil.